# غوادلوب
جزر وادي اللُّبّ أو (نقحرة: غوادلوب) (بالفرنسية: Guadeloupe)‏ (كريولية غوادلوبية: Gwadloup) هي منطقة فرنسية جزرية توجد ضمن مجموعة جزر ليوارد الواقعة في جزر الأنتيل الصغرى والتي تمتد على شكل قوس من المحيط الأطلنطي والبحر الكاريبي. وبلغ عدد سكانها عام سنة 2014 الـ400,186 نسمة ويتحدث سكانها اللغة الفرنسية. وبما أنها جزء من فرنسا، فإن غوادلوب هي جزء من الاتحاد الأوروبي؛ ومن ثم فإن عملتها هي اليورو، لكنها لا تخضع لاتفاقية شينغن. عاصمة تلك الجزر هي باس-تير.

## التاريخ
أطلق شعب الأراواك الذي استوطنَ الجزيرة عام 300 م عليها اسم «كاروكيرا» (وتعني: جزيرة المياه). وسكنها الكاريب خلال القرن الثامن ميلادي.
خلال رحلة كريستوفر كولومبوس الثانية إلى أمريكا في نوفمبر عام 1493، وطئ غوادلوب خلال بحثه عن مياه للشرب. وقد أسماها سانتا ماريا دي غوادلوب دي إكستريمادورا (بالإسبانية: Santa María de Guadalupe de Extremadura)‏ نسبة إلى الدير الملكي الإسباني المسمى دير سانتاماريا دي غوادلوب الموجود في غوادلوب - إكستريمادورا. تلك الحملة وطئت الشاطئ جنوب كابستير ولكنها لم تترك عليها أي مستوطن.
أصدر نابليون قانون مايو عام 1802 والذي أعاد العبودية إلى جميع المستعمرات التي حصل عليها البريطانيون خلال فترة الحروب الثورية الفرنسية ولكن لم ينطبق هذا القانون على مجموعة محددة من الممتلكات الفرنسية فيما وراء البحار مثل غوادلوب وغويانا الفرنسية وسانتو دومينغو. وأرسل نابليون حملة عسكرية هدف فيها إلى استعادة السيطرة على الجزيرة من ثوار العبيد الذين تنردوا على الاستعمار الفرنسي. قام لويس ديليغريس ومجموعة من الجنود الثائرين بقتل أنفسهم على منحدرات بركان ماتوبا حين أدركوا أن القوات الفرنسية ستتمكن من الاستيلاء على الجزيرة لا محالة. وقامت القوات بقتل 10,000 غوادلوبي تقريبا.
استطاع البريطانيون السيطرة على الجزيرة من جديد بتاريخ 4 فبراير عام 1810، واستمرت السيطرة البريطانية حتى عام 1816. وتنازلت بريطانيا عن الجزيرة إلى السويد لفترة وجيزة من الزمن بلغت الخمسة عشر شهرا، وجاء هذا في ضوء الإعلان عن قيام الحلف الأنجلو-سويدي يوم 3 مارس عام 1813. وظلت الإدارة البريطانية في موقعها خلال فترة التبعية السويدية واستمر الحكام البريطانيون في مناصبهم.
تنازلت السويد عن غوادلوب إلى فرنسا في معاهدة باريس عام 1814. وأدت التسوية التالية بين بريطانيا والسويد إلى ظهور صندوق غوادلوب. واعترفت معاهدة فيينا عام 1815 بالسيطرة الفرنسية على غوادلوب بصورة حاسمة.

## الرياضة
منتخب جزر غوادلوب لكرة القدم (بالفرنسية: Guadeloupe national football team) هو منتخب مناطقي فرنسي يقع مقره في جزر غوادلوب ويخضع لسيطرة اتحاد جزر غوادلوب لكرة القدم وهو اتحاد فرعي عن اتحاد فرنسا لكرة القدم. منتخب جزر غوادلوب غير عضو بالاتحاد الدولي لكرة القدم وبالتالي لا يحق له المشاركة في بطولة كأس العالم.
أشهر اللاعبين الغوادلوبيين الذين شاركوا مع منتخب فرنسا هم تيري هنري، سيلفان ويلتورد ، وليليان تورام الذين ساهموا في تتويجه ببطولة كأس العالم لكرة القدم 1998. على الرغم من ذلك فإن منتخب غوادلوب عضو في اتحاد أمريكا الشمالية لكرة القدم واتحاد دول البحر الكاريبي لكرة القدم.

## معرض صور